# Musée national d'archéologie prénestine
Le musée national d'Archéologie prénestine (en italien Museo archeologico prenestino) est un musée archeologique situé au palais Colonna Barberini à Palestrina (ancienne Praeneste), il occupe le plan supérieur du temple de Fortuna Primigenia.

## Historique
Le musée a été inauguré en 1956 et restauré en 1998.

## Description

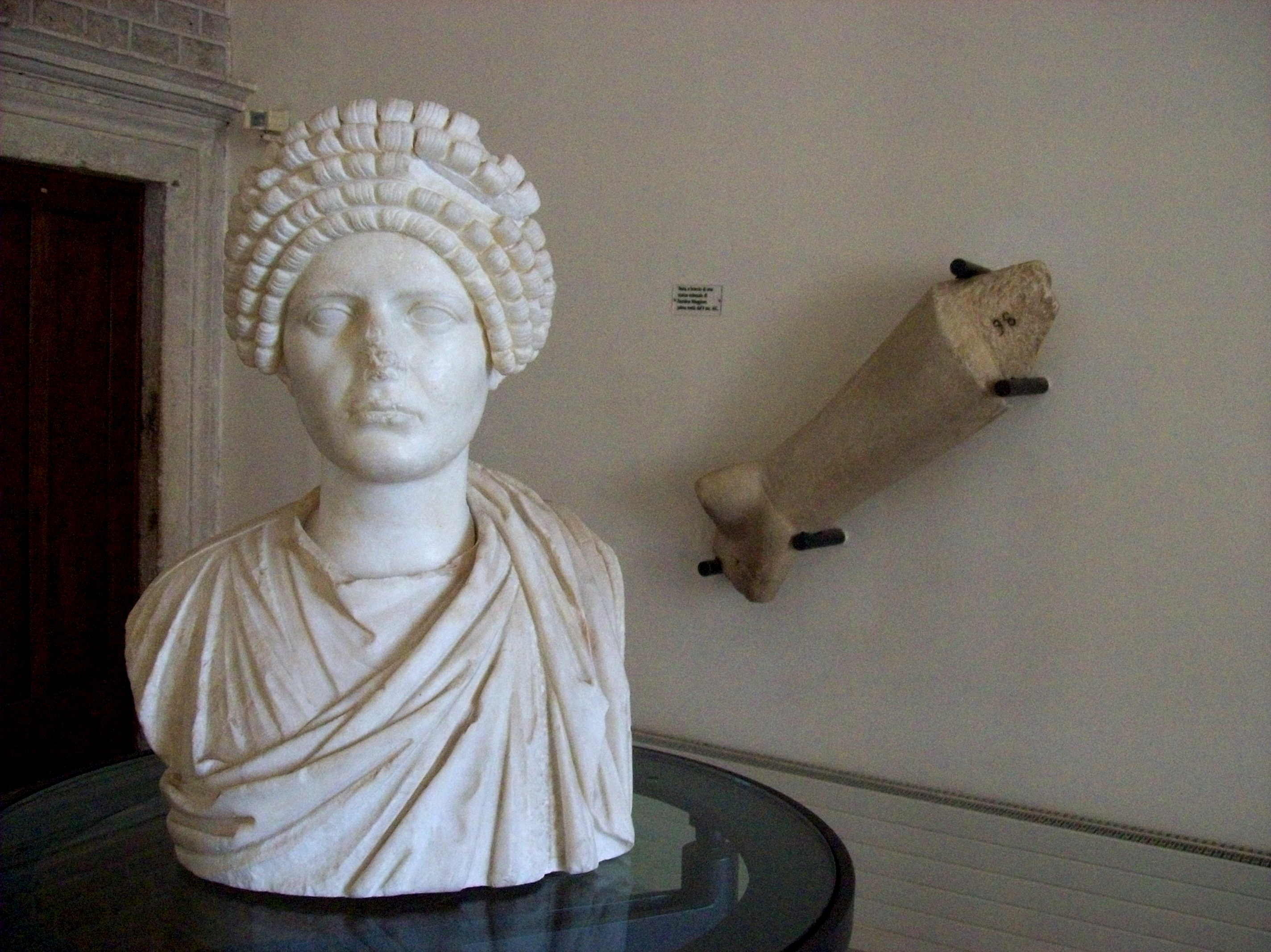
Buste de femme, période impériale.
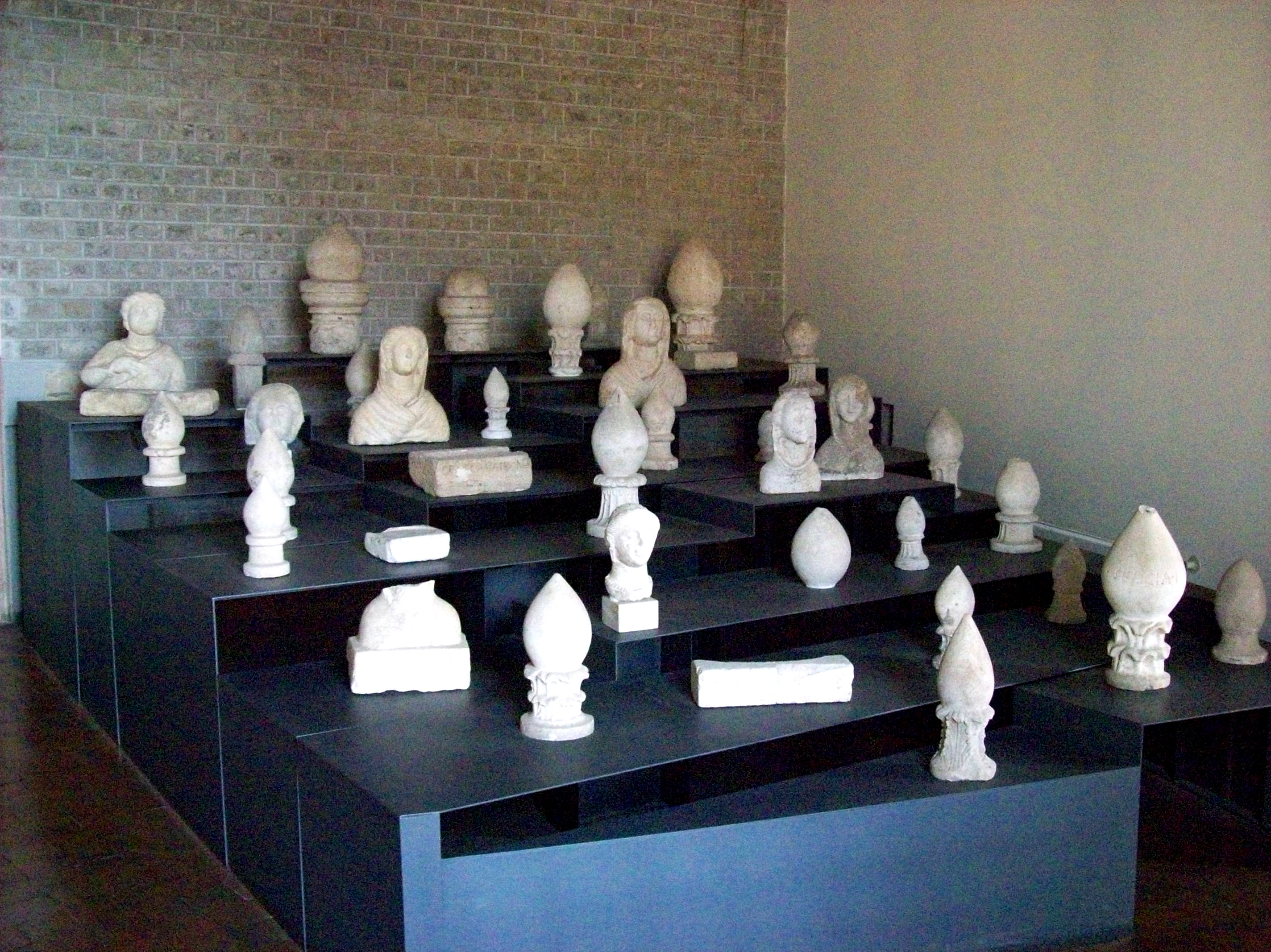
Pièces archéologique de la nécropole.
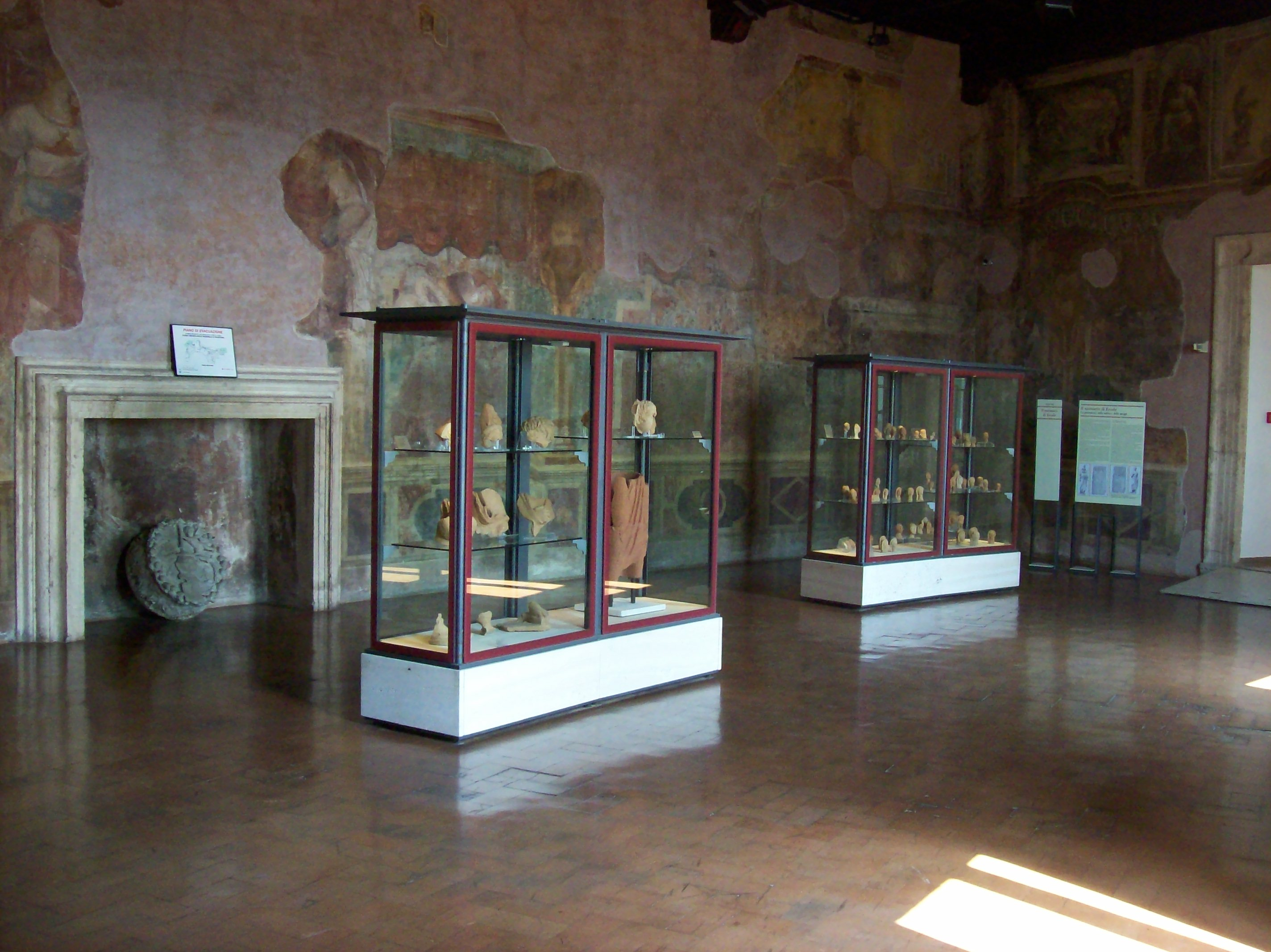
Trousseau funéraire.
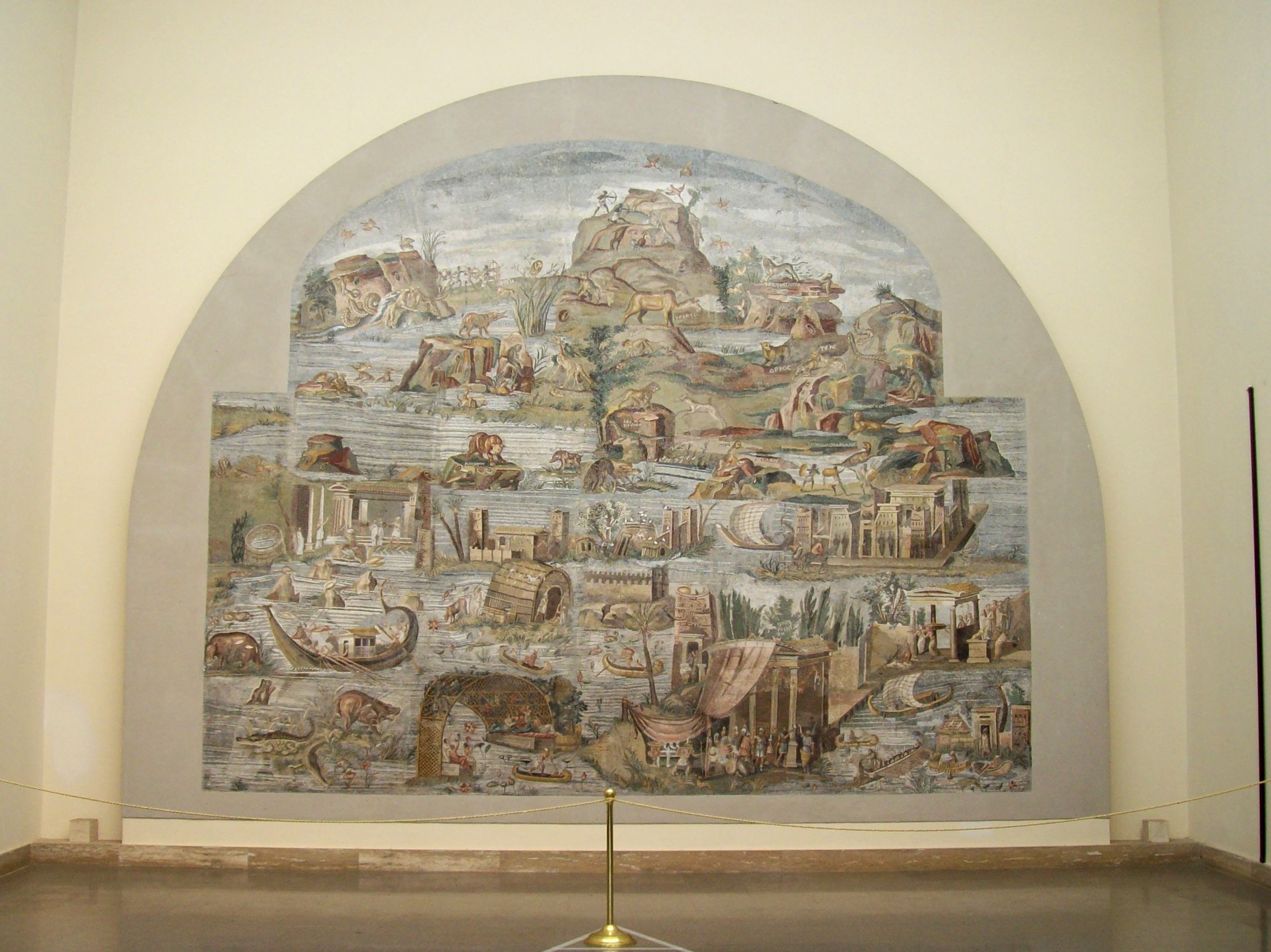
Mosaïque du Nil.
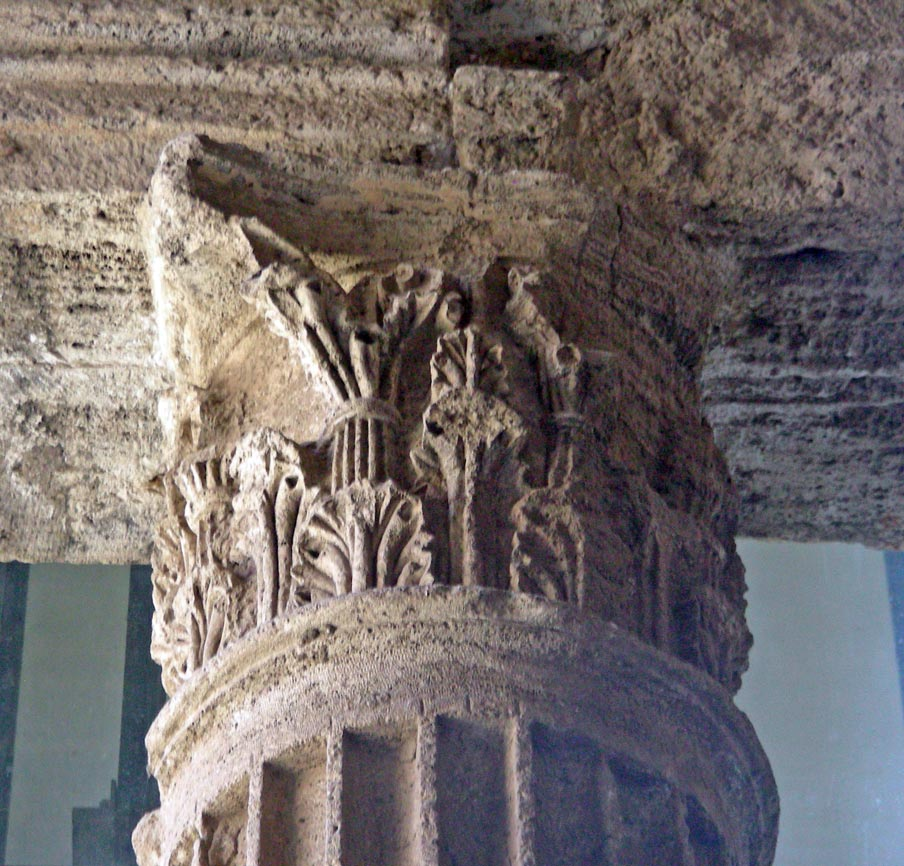
Chapiteau corinthien en travertin.